# مسابقات کاراته قهرمانی جهان ۱۹۷۵
مسابقات کاراته قهرمانی جهان ۱۹۷۵، سومین دوره مسابقات کاراته قهرمانی جهان بود که به میزبانی لانگ بیچ، کالیفرنیا، ایالات متحده آمریکا در سال ۱۹۷۵ برگزار شد.

## مدال‌آوران
| رویداد              | طلا                      | نقره                       | برنز                    |
| ایپون (امتیاز کامل) | Kazusada Murakami · ژاپن | Junichiro Hamaguchi · ژاپن | Pedro Rivera · دومینیکن |
| کومیته تیمی         | بریتانیای کبیر           | ژاپن                       | هلند                    |

## جدول مدال‌ها
| رتبه           | کشور           | طلا | نقره | برنز | مجموع |
| -------------- | -------------- | --- | ---- | ---- | ----- |
| ۱              | ژاپن           | ۱   | ۲    | ۰    | ۳     |
| ۲              | بریتانیای کبیر | ۱   | ۰    | ۰    | ۱     |
| ۳              | دومینیکن       | ۰   | ۰    | ۱    | ۱     |
| ۳              | هلند           | ۰   | ۰    | ۱    | ۱     |
| مجموع (۴ کشور) | مجموع (۴ کشور) | ۲   | ۲    | ۲    | ۶     |